# Alter Hafen Kaunas

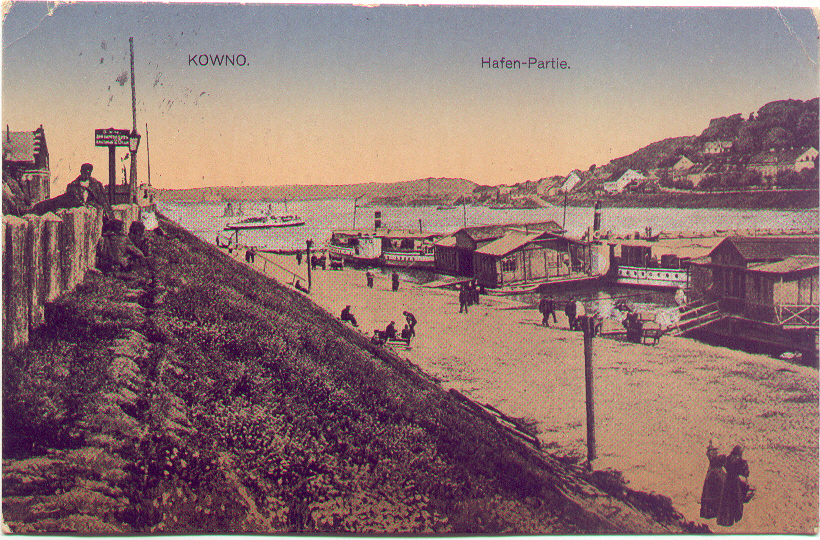
Hafen in der Ansichtskarte

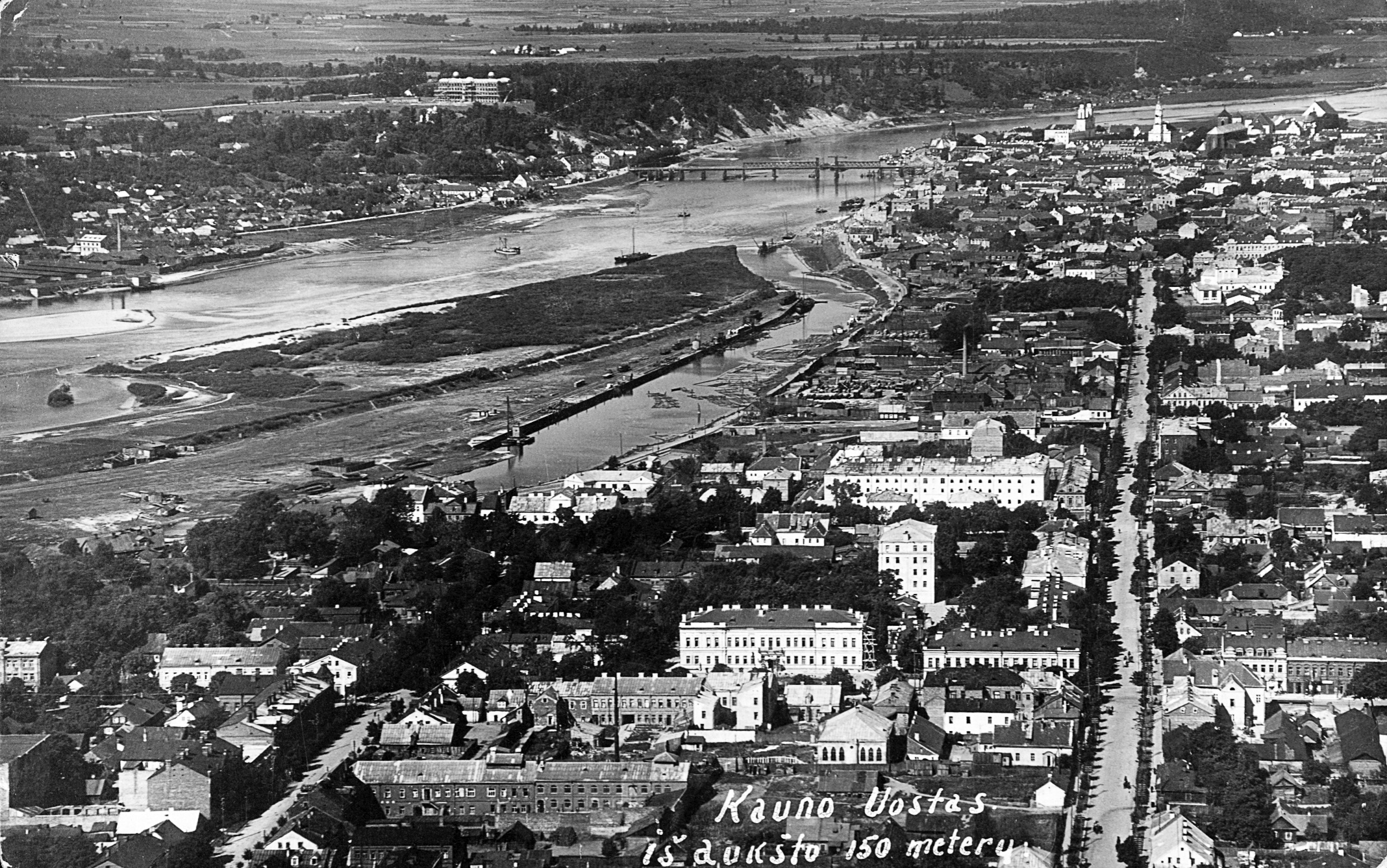
Luftbild Anfang des 20. Jahrhunderts

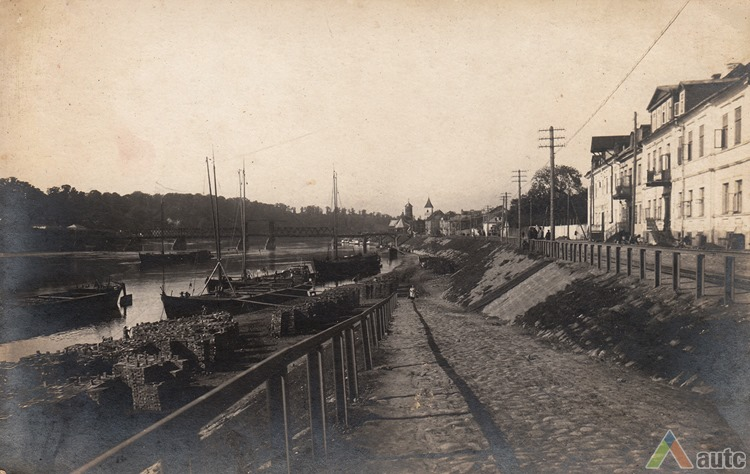
Hafen

Der Alte Hafen Kaunas (lit. Kauno senasis uostas) war ein Binnenhafen in der zweitgrößten litauischen Stadt Kaunas, in der Altstadt von Kaunas, am rechten Ufer der Memel, an der Mündung des Flusses Neris (Einmündung in Kaunas), neben der Aleksotas-Brücke, in der Nähe der Vytautas-Kirche.

## Geschichte
Seit dem 15. Jahrhundert war der Hafen von Kaunas bekannt. In der Nähe der Vytautas-Kirche befand sich ein Zollamt, und am Ufer wurden Handelskeramiken gefunden. Der Nemunas-Damm war mit Holzpfählen befestigt, und an seinem Rand verlief eine gepflasterte Straße. Die Beschaffenheit des Flussbetts des Nemunas in der Nähe der Einmündung in die Altstadt von Kaunas ermöglichte es, die Richtung des Schiffsverkehrs in diesem Gebiet zu ändern, wobei größere Schiffe nur von Kaunas aus hinunterfahren konnten.
Der Hafen war bis Mitte des 20. Jahrhunderts aktiv, ging aber nach dem Zweiten Weltkrieg zurück.